# Попов, Артём Александрович
Артём Александрович Попов (род. 17 января 1998, Павлодар) — казахстанский футболист, полузащитник клуба «Иртыш».

## Клубная карьера
Футбольную карьеру начал в 2015 году в составе клуба «Иртыш» Павлодар. 31 октября 2015 года в матче против «Астаны» дебютировал в казахстанской Премьер-лиге.

## Карьера в сборной
8 сентября 2020 года дебютировал за молодёжную сборную Казахстана в матче против молодёжной сборной Израиля (2:1).

## Достижения
«Иртыш»
- Бронзовый призёр чемпионата Казахстана: 2016

«Аксу»
- Победитель Первой лиги Казахстана: 2021

## Клубная статистика
| Игровая карьера | Игровая карьера | Игровая карьера | Лига | Лига | Кубок | Кубок | Межд. | Межд. | Др. | Др. |
| --------------- | --------------- | --------------- | ---- | ---- | ----- | ----- | ----- | ----- | --- | --- |
| 2019            | Иртыш           | А               | 13   | 0    | 2     | 0     | —     | —     | —   | —   |
| 2020            | Иртыш           | А               | 1    | 0    | —     | —     | —     | —     | —   | —   |